# Chiesa di San Bartolomeo Apostolo (Resana)
La Chiesa di San Bartolomeo Apostolo è il principale luogo di culto cattolico, sede dell'omonima parrocchia, di Resana, in provincia e diocesi di Treviso.

## Storia
La costruzione della chiesa avvenne a partire dal 1725, su disegno dell'architetto Giorgio Massari, in stile neoclassico. I lavori durarono oltre 50 anni, con la realizzazione di un'unica aula, corrispondente all'attuale navata principale. La consacrazione avvenne ufficialmente il 27 aprile 1777.
L'edificio venne ampliato nel 1950, con la costruzione del transetto e lo spostamento del presbiterio. Nel nuovo transetto sono stati aggiunti due altari del XVIII secolo, provenienti da una chiesa demolita nel comune di Piombino Dese. Tra il 1988 e il 1994 vennero realizzati l'altare e la cattedra del celebrante, recuperando antichi materiali presenti nella cripta. Un'ultima opera di ristrutturazione è del 2015.

## Descrizione
La struttura della chiesa presenta una croce latina con orientamento est-ovest, con navata ad aula unica, transetto e presbiterio con abside terminale, sotto il quale è presente una cripta. Ai lati sono presenti due aule, collegate alla sagrestia. A nord-ovest della facciata principale, staccato dall'edificio principale, è presente il campanile che ospita un concerto del 1926 di cinque campane, fuse dalla fonderia veronese Cavadini ad eccezione della seconda, rifusa nel 2022 dalla fonderia Grassmayr di Innsbruck in sostituzione di una precedente fusa nel 2006. Le campane sono intonate in Si2 secondo la scala diatonica maggiore e sono state tutte ricondizionate sempre da Grassmayr nello stesso anno della fusione della seconda.